# Peter Gautschi
Peter Gautschi (* 1959 in Zofingen) ist ein Schweizer Geschichtsdidaktiker und Professor an der PH Luzern.

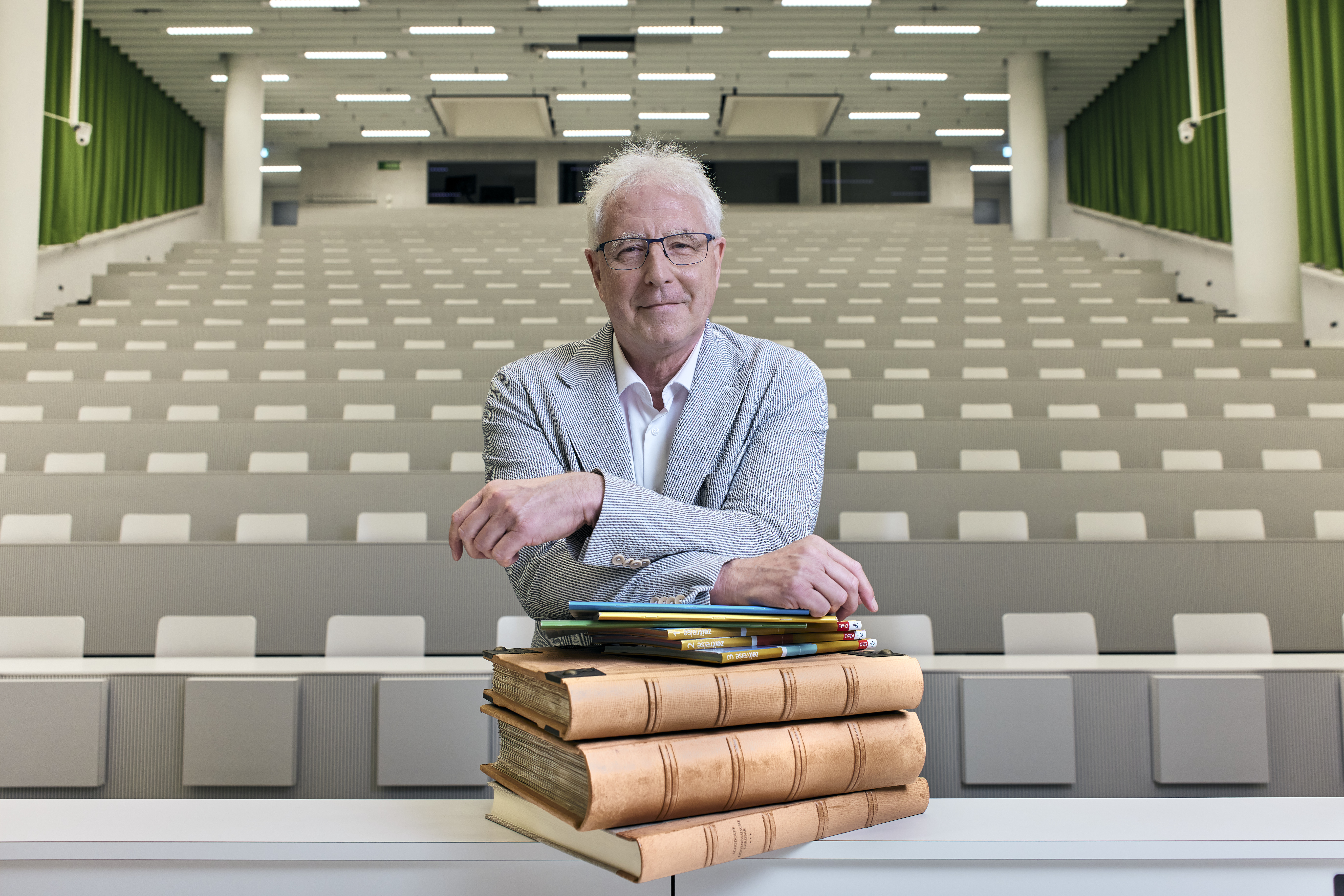
Peter Gautschi, 2023

## Lebenslauf
Peter Gautschi erhielt 1979 das Diplom als Primar- und Reallehrer. Anschliessend studierte er an den Universitäten Zürich und Neuenburg die Fächer Geschichte, Germanistik und Romanistik und schloss 1983 mit dem Diplom als Bezirkslehrer ab. Zwischen 1979 und 2004 erteilte er Unterricht auf allen Stufen der Volksschule. Parallel dazu bildete er sich als Geschichtsdidaktiker weiter und war ab 1989 als Dozent für Geschichtsdidaktik und als Leiter der Lehrpraktischen Ausbildung an der Pädagogischen Hochschule Aargau tätig. 2009 promovierte Gautschi an der Universität Kassel. Von 2002 bis 2009 war er zudem Leiter des Instituts Sekundarstufe I der Pädagogischen Hochschule Aargau/Nordwestschweiz, wo er 2003 zum Professor für Geschichtsdidaktik ernannt wurde. Von 2009 bis 2011 war er Inhaber der Professur für Didaktik der Gesellschaftswissenschaften und ihre Disziplinen an der Pädagogischen Hochschule FHNW. Im Jahr 2011 nahm Peter Gautschi einen Ruf auf eine Professur für Geschichte und Geschichtsdidaktik an der PH Luzern an. Er erhielt den Auftrag, dort ein Institut für Geschichtsdidaktik und Erinnerungskulturen aufzubauen, das im September 2012 eröffnet worden ist und das er bis zu seiner Pensionierung im Jahr 2024 leitete. Das Institut erfüllte einen umfassenden vierfachen Leistungsauftrag: Ausbildung, Weiterbildung, Forschung und Entwicklung, Dienstleistung. Ein besonderes Kennzeichen war der zirkuläre Prozess von Forschung, Theorie und Praxis in fünf Schwerpunkten: Unterrichtsforschung und Public History; Schulgeschichtsbücher und ausserschulische Lernorte; Oral History und Fremdplatzierungen; Erinnerungsnarrative und Mythisierungen; Politische Bildung – Menschenrechte. Von 2011 bis 2021 lehrte Gautschi zusätzlich als Honorarprofessor an der PH Freiburg/Deutschland.
Gautschi beschäftigt sich mit Geschichtsbildung, ausserschulischer und schulischer Geschichtsvermittlung und betreibt Unterrichtsforschung im Fach Geschichte mit besonderer Berücksichtigung von Phänomen- und Qualitätsforschung und er ist Autor verschiedener Schulgeschichtsbücher.
Von 2006 bis 2022 war er Mitglied des Wissenschaftlichen Ausschusses des Georg-Eckert-Instituts für internationale Schulbuchforschung und seit 2017 des Wissenschaftlichen Ausschusses von ERINNERN.AT – Nationalsozialismus und Holocaust: Gedächtnis und Gegenwart in Bregenz, Österreich, seit 2012 Mitherausgeber der Zeitschrift für Didaktik der Gesellschaftswissenschaften sowie von 2016 bis 2023 Mitherausgeber des Open Peer Review Journals Public History Weekly.
Neben seiner Lehr-, Forschungs- und Entwicklungstätigkeit hat Gautschi mehrere Studiengänge neu mitentwickelt und aufgebaut, etwa am Didaktikum Aarau für Bezirkslehrer, an der Pädagogischen Hochschule Aargau und an der PH FHNW für Sekundarstufen-I-Lehrpersonen und an der PH Luzern für Sekundarstufen-II-Lehrpersonen Geschichte sowie für Geschichtsdidaktik und öffentliche Geschichtsvermittlung.

## Berufliche Schwerpunkte
- Aus- und Weiterbildung von Lehrkräften für die Sekundarstufen I und II vor allem für das Fach Geschichte
- Tätigkeit im Ausbildungs- und Wissenschaftsmanagement
- Unterrichtsforschung mit Schwerpunkt Phänomen- und Qualitätsforschung im Geschichtsunterricht
- Entwicklung von Lehrplänen sowie von analogen und digitalen Bildungsmedien
- Beschäftigung mit Public History sowie mit Schweizer Geschichts- und Erinnerungskulturen.

## Auszeichnungen
- Worlddidac Award 2000 für die Publikation Geschichte lehren
- Worlddidac Award 2002 für das Geschichtslehrmittel Vergessen oder Erinnern – Völkermord in Geschichte und Gegenwart (Autorenteam)
- Goldene Schiefertafel 2006 für das Geschichtslehrmittel Viele Wege – eine Welt (Autorenteam)
- Worlddidac Award 2006 für das Geschichtslehrmittel Hinschauen und Nachfragen – Die Schweiz und der Nationalsozialismus im Licht aktueller Fragen (Autorenteam)
- Worlddidac Award 2008 für das Geschichtslehrmittel Menschen in Zeit und Raum (Autorenteam)
- Carl Lutz-Medaille für das Engagement in Holocaust Education, Luzern 2015
- Worlddidac Award 2016 für die Tablet App My Bourbaki Panorama (Entwicklerteam)
- Worlddidac Award 2016 für das Schulgeschichtsbuch Zeitreise (Autorenteam)
- Worlddidac Award 2018 für die Lern-App Fliehen vor dem Holocaust[3] (Projektleiter)
- Comenius EduMedia Siegel 2022 für das Lehrmittel Logbuch 3 (Projektleiter und Mitautor)
- Seit 2023 Chevalier dans l’Ordre des Palmes Académiques
- Bildungsmedium des Jahres 2024 für das Schulgeschichtsbuch Logbuch 3[4] (Projektleiter und Mitautor)

## Publikationen (Auswahl)
Monografien
- Guter Geschichtsunterricht: Grundlagen, Erkenntnisse, Hinweise. 3. Auflage. Wochenschau-Verlag, Schwalbach/Ts. 2014, ISBN 978-3-89974-516-0.
- Geschichte lehren. Lernwege und Lernsituationen für Jugendliche. 6. Auflage. Lehrmittelverlag des Kantons Aargau, 2015, ISBN 978-3-292-00659-2.
- mit Kurt Messmer: Zweierlei Freiheiten. Eine historische Revue zum Franzoseneinfall in Nidwalden 1798. Weber Verlag AG, Thun/Gwatt 2023, ISBN 978-3-905927-73-3.

Herausgeberschaften
- mit Lucien Criblez, Pia Monico Hirt und Helmut Messner: Lehrpläne und Bildungsstandards. Was Schülerinnen und Schüler lernen sollen. Festschrift zum 65. Geburtstag von Prof. Dr. Rudolf Künzli. hep Verlag, Bern 2006, ISBN 3-03905-238-1.
- mit Daniel V. Moser, Kurt Reusser und Pit Wiher: Geschichtsunterricht heute. Eine empirische Analyse ausgewählter Aspekte. hep Verlag, Bern 2007, ISBN 978-3-03905-314-8.
- mit Tilman Rhode-Jüchtern, Wolfgang Sander und Birgit Weber: Zeitschrift für Didaktik der Gesellschaftswissenschaften (ZDG). Wochenschau Verlag, Schwalbach am Taunus (ab 2010).
- mit Béatrice Ziegler, Bernhard Schär, Claudia Schneider: Die Schweiz und die Shoa – Von Kontroversen zu neuen Fragen. Chronos, Zürich 2012, ISBN 978-3-0340-1107-5.
- mit Meik Zülsdorf-Kersting, Béatrice Ziegler: Shoa und Schule. Lehren und Lernen im 21. Jahrhundert. Chronos Verlag, Zürich 2013, ISBN 978-3-0340-1165-5.
- mit Barbara Sommer Häller: Der Beitrag von Schulen und Hochschulen zu Erinnerungskulturen. Wochenschau Verlag, Schwalbach am Taunus, 2014, ISBN 978-3-7344-0429-0.
- mit Paul Bernet, Aram Mattioli, Julia Müller: Menschen mit Zivilcourage. Mut, Widerstand und verantwortliches Handeln in Geschichte und Gegenwart. Bildungs- und Kulturdepartement des Kantons Luzern (BKD), Luzern 2014, ISBN 978-3-271-60002-5.
- mit Markus Furrer: Remembering and Recounting the Cold War – Commonly Shared History? Wochenschau Verlag, Schwalbach am Taunus, 2017, ISBN 978-3-7344-0429-0.
- mit Armin Rempfler, Barbara Sommer Häller und Markus Wilhelm: Aneignungspraktiken an ausserschulischen Lernorten. Tagungsband zur 5. Tagung Ausserschulische Lernorte der PH Luzern vom 9. und 10. Juni 2017. LIT Verlag, Münster u. a. 2018, ISBN 978-3-643-80274-3.
- mit Barbara Christophe und Robert Thorp: The Cold War in the Classroom. International Perspectives on Textbooks and Memory Practices. Palgrave Macmillan, New York 2019, ISBN 978-3-030-11999-7. (Open Book).
- mit Nadine Fink und Markus Furrer: The Teaching of the History of One’s Own Country. International Experiences in a Comparative Perspective. Wochenschau Verlag, Frankfurt am Main 2020, ISBN 978-3-7344-0983-7. (Download).
- mit Victoria Kumar, Werner Dreier, Nicole Riedweg, Linda Sauer und Robert Sigel: Antisemitismen. Sondierungen im Bildungsbereich. Wochenschau Verlag, Frankfurt am Main 2022, ISBN 978-3-7344-1456-5.
- mit Nadine Fink und Markus Furrer: Why History Education? Wochenschau Verlag, Frankfurt am Main 2023, ISBN 978-3-7344-1598-2.

Digitale und hybride Projekte
- Videobook «Die Schweizer», 2013 (Beschreibung von SRF; Ausgabe über Henry Dufour) (Autorenteam)
- Museums-App «My Bourbaki Panorama» des Bourbaki-Panoramas, Luzern, 2016 (Autorenteam)
- Webseite «Franzoseneinfall» des Angebotes «1798 Stansstad. Geschichte am Schauplatz», 2020 (Projektleiter)
- Lern-App «Fliehen vor dem Holocaust», 2018 (Link deutschsprachige Version); Lern-App «Fuir la Shoah», 2022 (Link französischsprachige Version) (Projektleiter)
- Videogame «When We Disappear», ab 2020 (Link) (Entwicklungsteam)
- Bildungsmedium «Schweizer Sicherheitspolitik: Wie sicher sind wir?», 2024: (Link deutschsprachige Version); «La sécurité. Parlons-en!» (Link französischsprachige Version); «Quanto siamo al sicuro?» (Link italienischsprachige Version) (Projektleiter)
- Bildungsmedium «Fürsorge und Zwang» (über fürsorgerische Zwangsmassnahmen und Fremdplatzierungen), 2025: (Link deutschsprachige Version), «Assistance et coercition» (Link französischsprachige Version), «Assistenza e coercizione» (Link italienischsprachige Version) (Projektleiter).